# 北海道道553号上藻別上渚滑停車場線

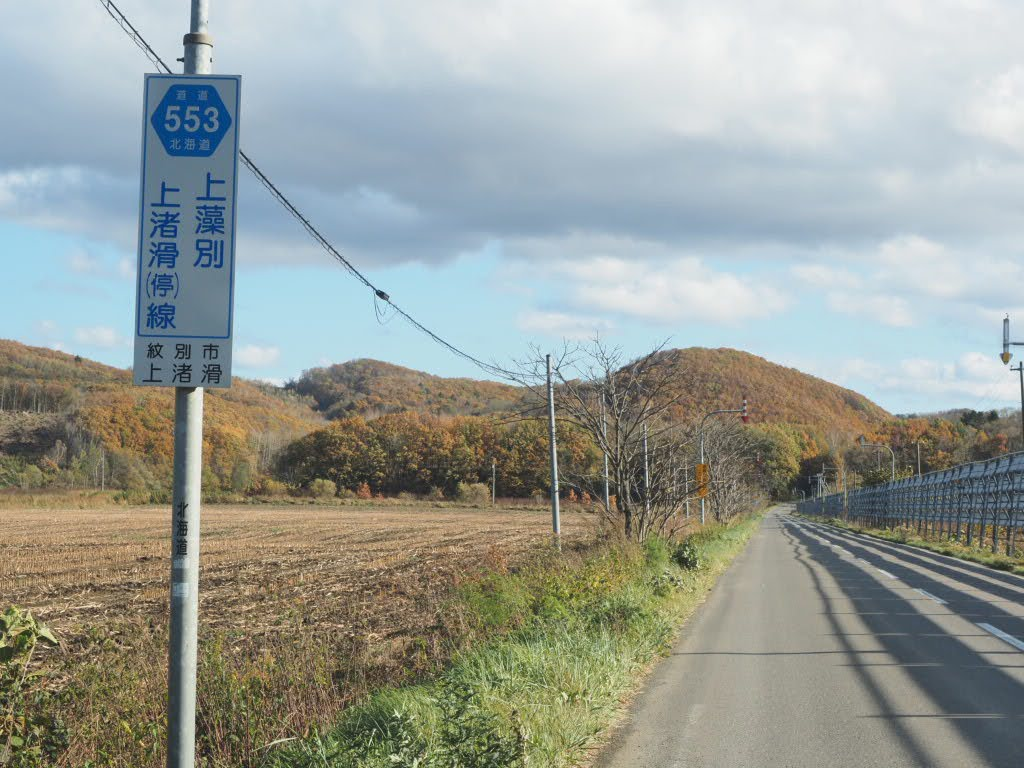
道道553号標識

北海道道553号上藻別上渚滑停車場線（ほっかいどうどう553ごう かみもべつかみしょこつていしゃじょうせん）は、北海道紋別市内を結ぶ一般道道（北海道道）である。

## 概要

### 路線データ
- 起点：北海道紋別市上藻別（北海道道305号紋別丸瀬布線上）
- 終点：北海道紋別市上渚滑町4丁目（旧国鉄 渚滑線 上渚滑駅跡）
- 路線延長：8.3km（総延長）

## 歴史
- 1966年（昭和41年）3月31日  - 路線認定[1]。
  - 同日、全線が重複する北海道道406号上渚滑停車場線を廃止[2]。

## 路線状況

### 重複区間
- 紋別市上藻別 - 紋別市藻別（北海道道305号紋別丸瀬布線）
- 紋別市上渚滑町上東 - 紋別市上渚滑町4丁目（国道273号）

起点から2.6kmほど紋別丸瀬布線と重複し、交点を左折する。

## 地理

### 通過する自治体
- オホーツク総合振興局
  - 紋別市

### 交差する道路
紋別市
- 北海道道305号紋別丸瀬布線 - 上藻別
- 国道273号 - 上渚滑町上東 - 上渚滑町4丁目
- 北海道道804号和訓辺上渚滑線 - 上渚滑町7丁目（重複区間上）

### 沿線にある施設など
紋別市
- 紋別警察署上渚滑駐在所 - 上渚滑町4丁目121
- 北見信用金庫上渚滑支店 - 上渚滑町7丁目
- 上渚滑郵便局 - 上渚滑町3丁目
- エーコープ上渚骨 - 上渚滑町4丁目168
- 紋別地区消防組合上渚滑消防派出所 - 上渚滑町3丁目
- 紋別市役所上渚滑支所 - 上渚滑町11丁目